# Oligolepis cylindriceps
Oligolepis cylindriceps är en fiskart som först beskrevs av Hora 1923.  Oligolepis cylindriceps ingår i släktet Oligolepis och familjen smörbultsfiskar. Inga underarter finns listade i Catalogue of Life.